# A no bon priti un
A no bon priti un is een hoorspel over een oude, blanke industrieel door wiens geest reminiscenties, overblijfselen uit een vroegere toestand, in dit geval uit de slaventijd, gaan spoken. Het is geschreven door Wilfred Teixeira en verwierf een prijs in een door Sticusa uitgeschreven prijsvraag.